# Mike Pickering
Mike Pickering (Accrington, 24 febbraio 1958) è un disc jockey inglese.
Associato alla scena rave di Manchester, era il DJ ufficiale delle notti Nude e Hot alla The Haçienda e poi della terza Shine. Lavorò per la Factory Records per la quale mise sotto contratto gli Happy Mondays, To Hell With Burgundy e James, tra gli altri. Fondò i collettivi Quando Quango e M People, suonando il sassofono e facendo da seconda voce.
Pickering continuò poi a fare l'A&R con l'etichetta della Columbia Sony BMG, per la quale fa il manager per The Gossip, Calvin Harris, Kasabian, Dark Globes e The Ting Tings.

## Apparizioni
Pickering compare come sé stesso nel film 24 Hour Party People di Michael Winterbottom. Da tifoso del Manchester City Football Club, apparve pure nel documentario sulla società sportiva,  Blue Moon Rising, con Noel Gallagher.